# Begnins
Begnins är en ort och kommun i distriktet Nyon i kantonen Vaud, Schweiz. Kommunen har 1 999 invånare (2023).